# Fulica cristata
La focha moruna (Fulica cristata), también conocida como focha cornuda y gallareta cornuda, es una especie de ave gruiforme de la familia Rallidae que habita en África y España.

## Descripción

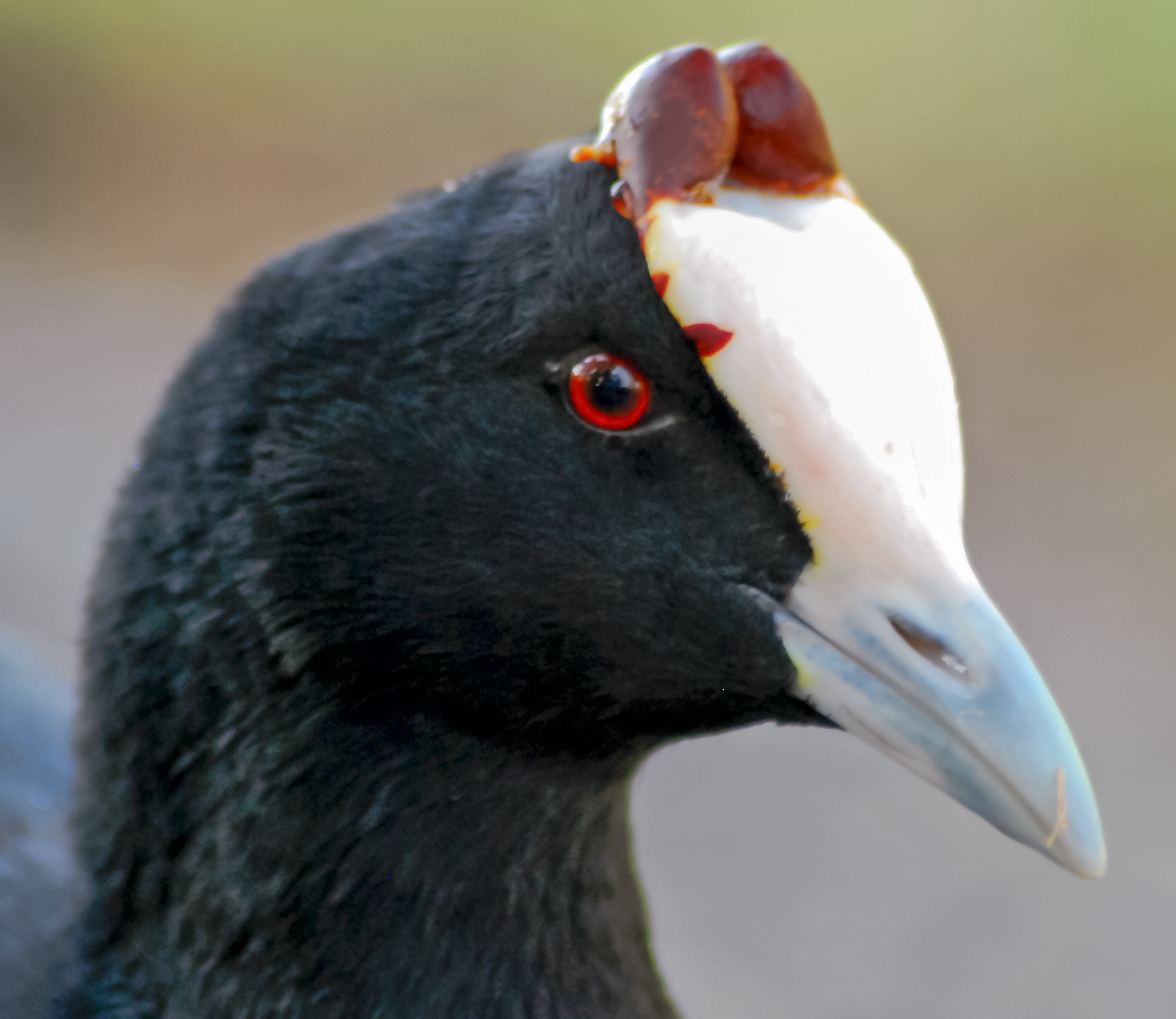
Detalle de la cabeza.

La focha cornuda mide entre 38 y 45 cm de largo, tiene una envergadura alar de 75 a 85 cm y pesa entre 585 y 1085 g. El plumaje de los adultos es totalmente negro, en contraste con el blanco de su escudo frontal y su pico celeste. Se diferencia de la focha común por presentar dos protuberancias rojas en la parte superior del escudo, ser ligeramente mayor y tener el cuello más largo. Su patas grisáceas tienen dedos lobulados largos que le permiten nadar. El iris de su ojos es rojo.
Los polluelos recién eclosionados están recubiertos de plumón grisáceo salvo en la garganta y mejillas que son amarillas y tiene el pico rojizo. Al crecer adquieren un tono grisáceo uniforme. Los juveniles son pardo grisáceos, con la garganta y la parte delantera del cuello claras, y carecen del escudo frontal. Adquieren el plumaje adulto a los 3 o 4 meses, pero no se desarrolla el escudete frontal hasta el año de edad.

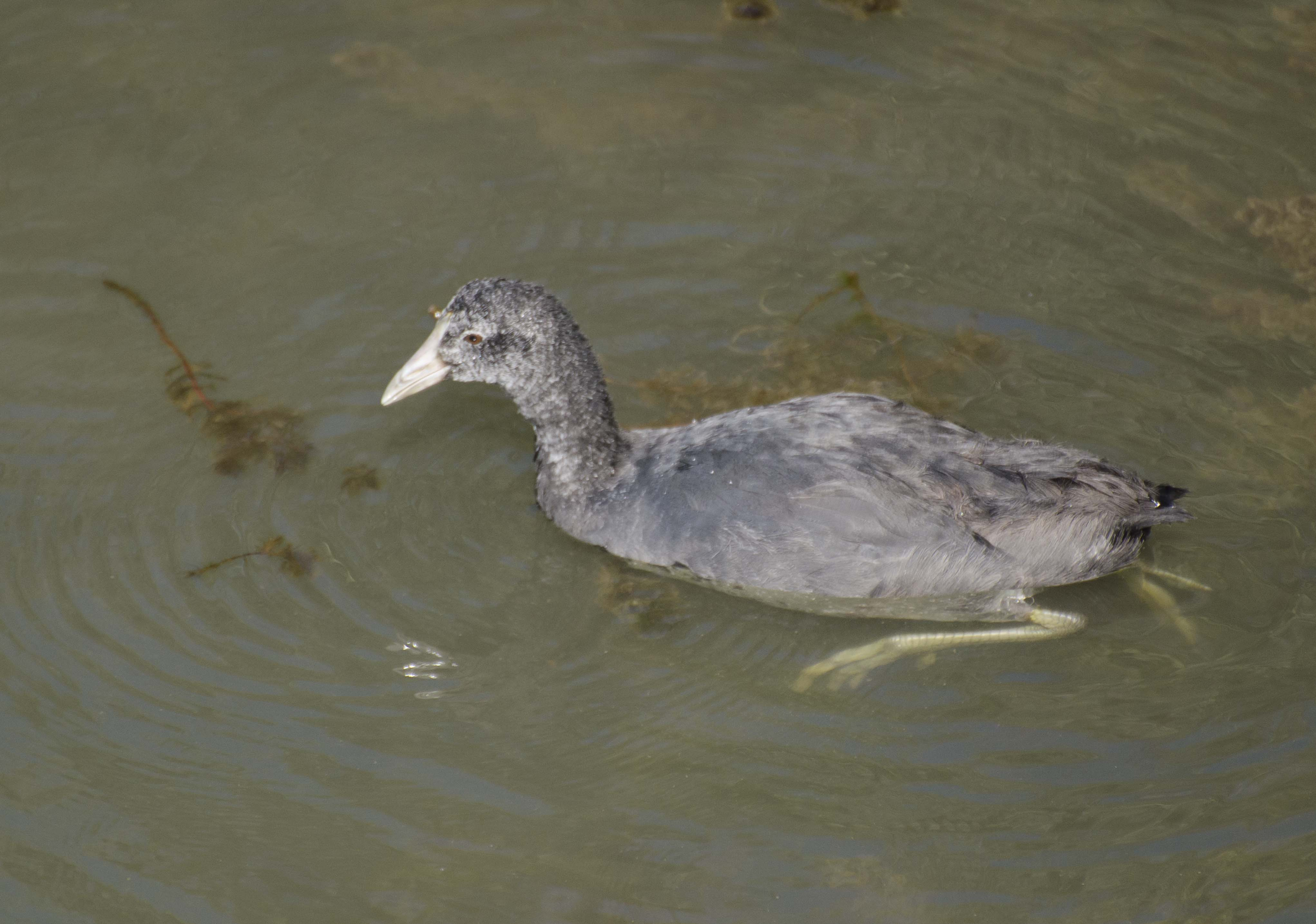
Los juveniles carecen de escudo frontal y protuberancias rojas.

## Taxonomía y etimología

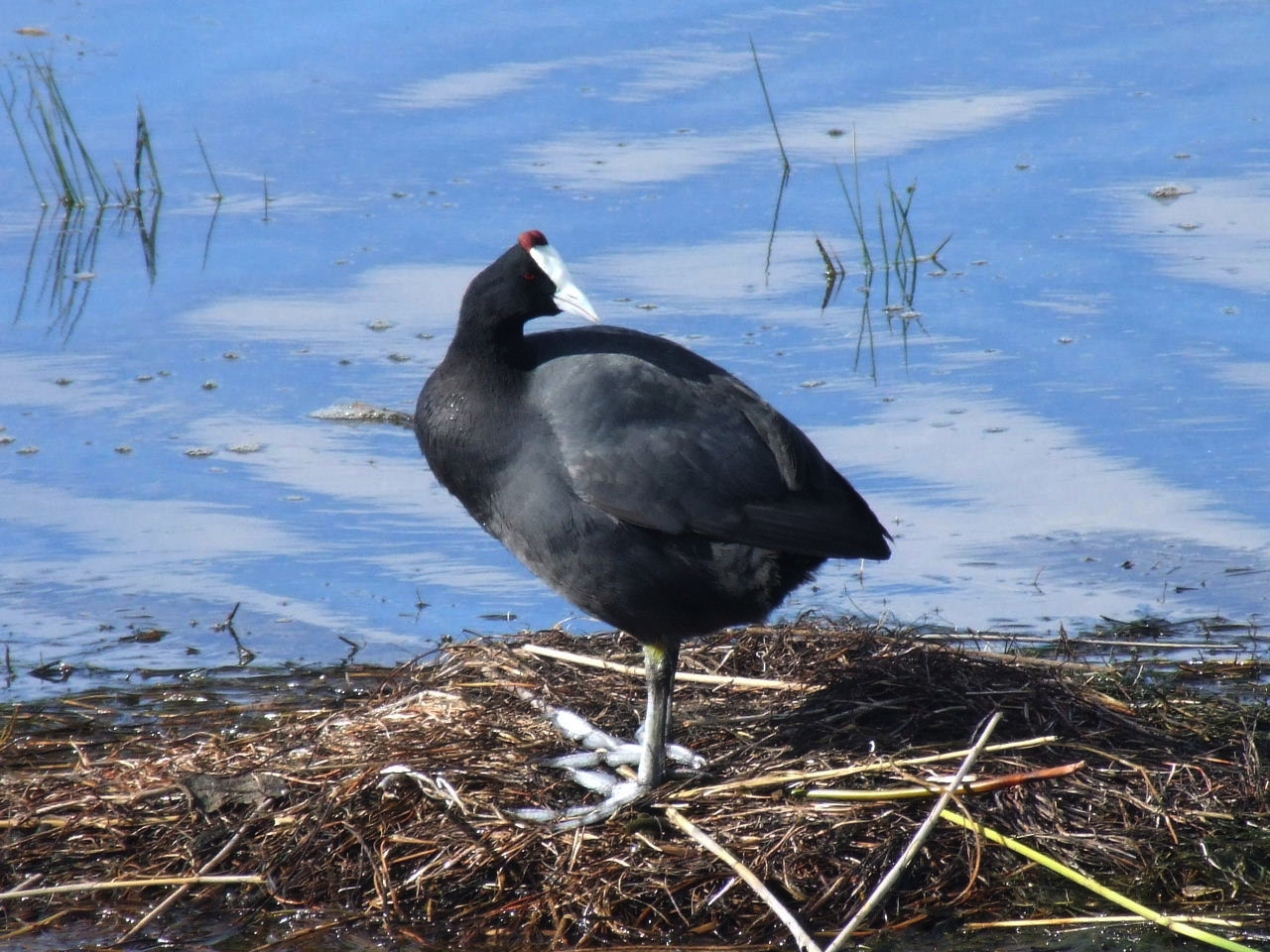
Viven tanto en hábitats de agua dulce como salobre.

La focha moruna como las demás fochas pertenece al género Fulica, incluido en la familia Rallidae, una familia de aves acuáticas y semiacuáticas de tamaño medio, aunque pequeñas en comparación con el resto de Gruiformes. Las rállidas suelen tener el cuello relativamente largo, la cola corta, robustas patas con dedos largos y plumajes discretos en contraste con sus coloridos picos y escudos frontales.
La focha moruna fue descrita científicamente por zoólogo alemán Johann Friedrich Gmelin en 1789, con su nombre científico actual, Fulica cristata. Fulica en latín significa simplemente «focha», y cristata significa «crestada», en referencia a sus características protuberancias rojas en la cabeza.
No se reconocen subespecies diferenciadas.

## Distribución y hábitat
Es un ave sedentaria que se distribuye por África austral y oriental, además de Marruecos y el sur y este de la península ibérica, en humedales con vegetación alta, como los lagos de agua dulce, estanques y marismas.
Aunque antes era muy abundante en todo el arco mediterráneo español, hoy solo se encuentra en zonas húmedas de Andalucía y algunas de la Comunidad Valenciana, desde donde se está intentando recuperar la especie en otras como el delta del Ebro. Aunque a nivel global la focha moruna se clasifica como especie bajo preocupación menor, en España está considerada como especie en peligro de extinción.

## Comportamiento

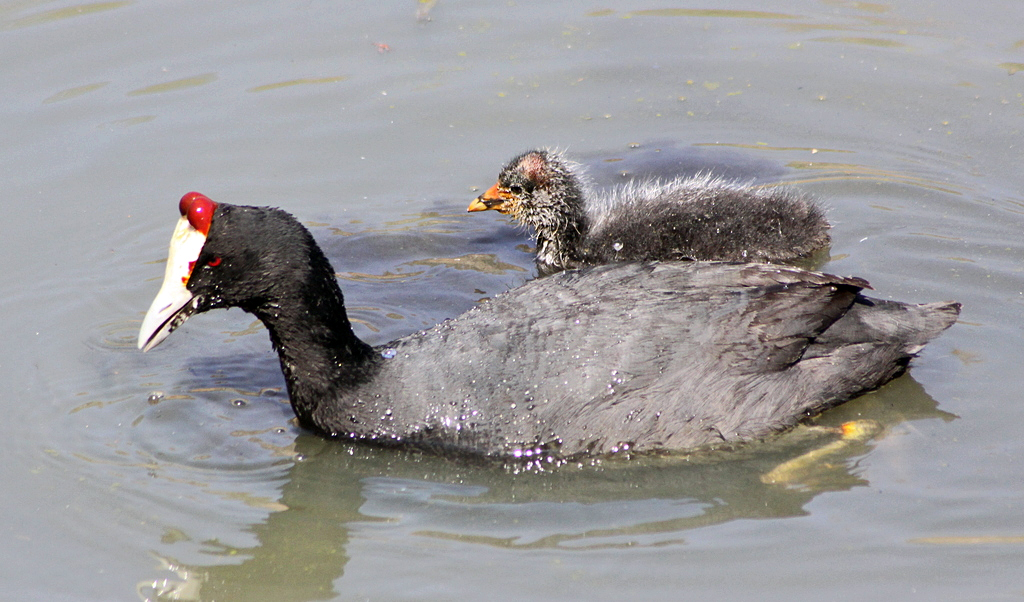
Adulto con su polluelo.

El comportamiento de la focha moruna es prácticamente igual al de la focha común. Es de hábitos menos discretos que la mayoría de las demás rállidas. Durante la época de cría es territorial y agresiva, y suele desafiar y atacar a cualquier intruso, incluso a aves de mayor tamaño como el ganso del Nilo. Puede ser avistada nadando en aguas abiertas y caminando por los herbazales cercanos a las orillas.

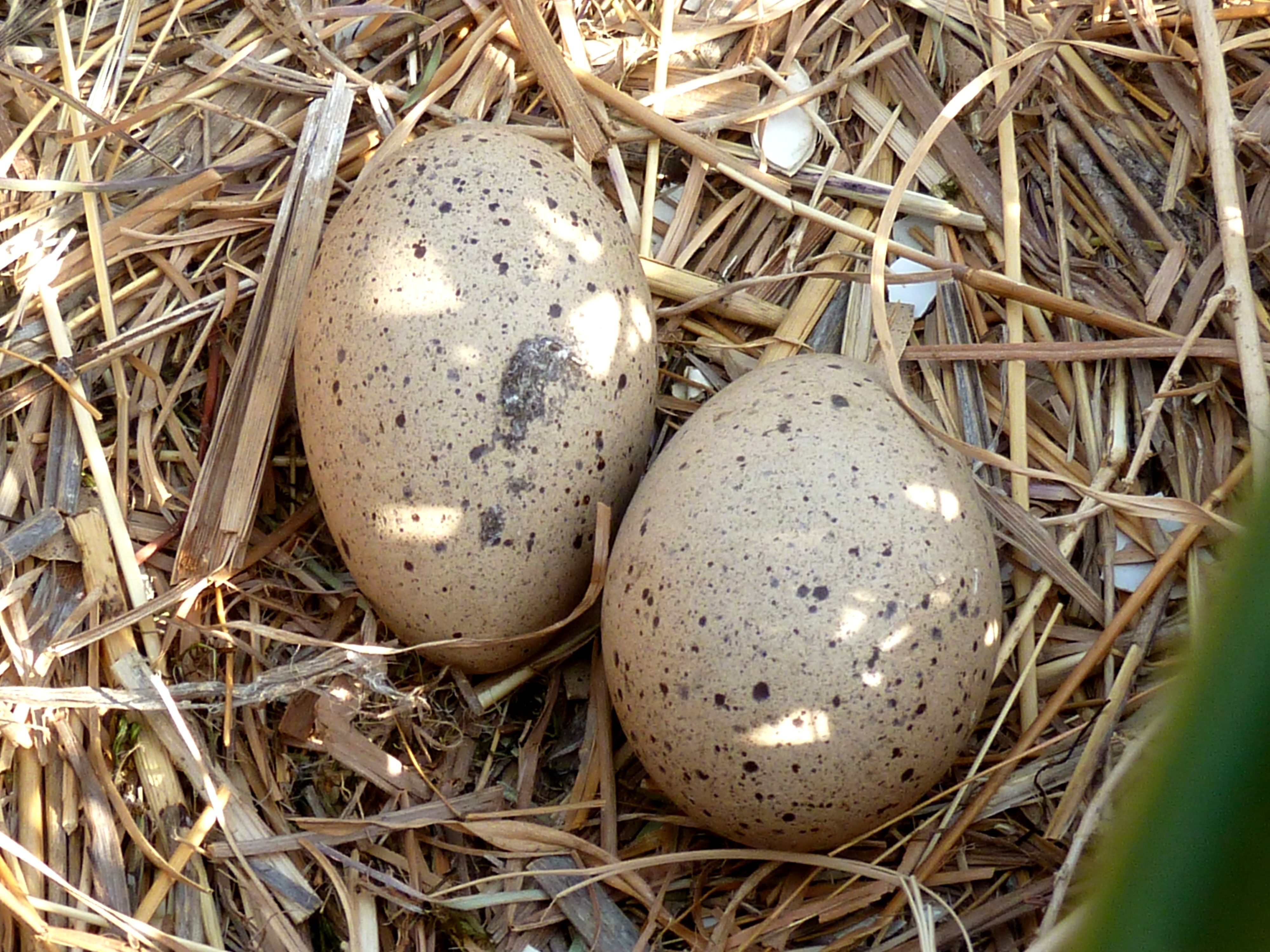
Nidada de focha moruna.

Tiene un vuelo pesado y suele ser reticente a volar para cortas distancias. Para escapar o atacar en el agua suele correr chapoteando por la superficie aleteando pero sin levantar del todo el vuelo. Mientras nada suele agachar y subir la cabeza y puede bucear cortas distancias zambulléndose de un salto.
Aunque la focha moruna es omnívora, se alimenta principalmente de plantas acuáticas como las especies de Potamogeton. También caza una gran variedad de pequeños animales, incluidos los huevos y los polluelos de otras aves acuáticas.
Durante la época de cría es muy ruidosa y sus llamadas son bastante diferentes de las de la focha común. Emite rápidos kerrre similares a los de la polluela bastarda, ásperos ka-haa y gruñidos de tipo "uut uut". Construye un nido de cañas secas y ramas cerca del borde del agua o flotando sobre ella anclado en la vegetación emergente. Pone alrededor de ocho huevos en el mes de abril, que incuba durante 25 días.